# 尼康Df
尼康Df（Nikon Df）是日本相機製造廠尼康於2013年发布的数码单反相机。其外觀走傳統風，操作轉盤仿機械式相機，並附有古典風格機身皮套。「Df」的D代表Digital，f代表fusion，意思為數位與傳統的融合。此機為全片幅相機，但不支援錄影功能。

## 概述

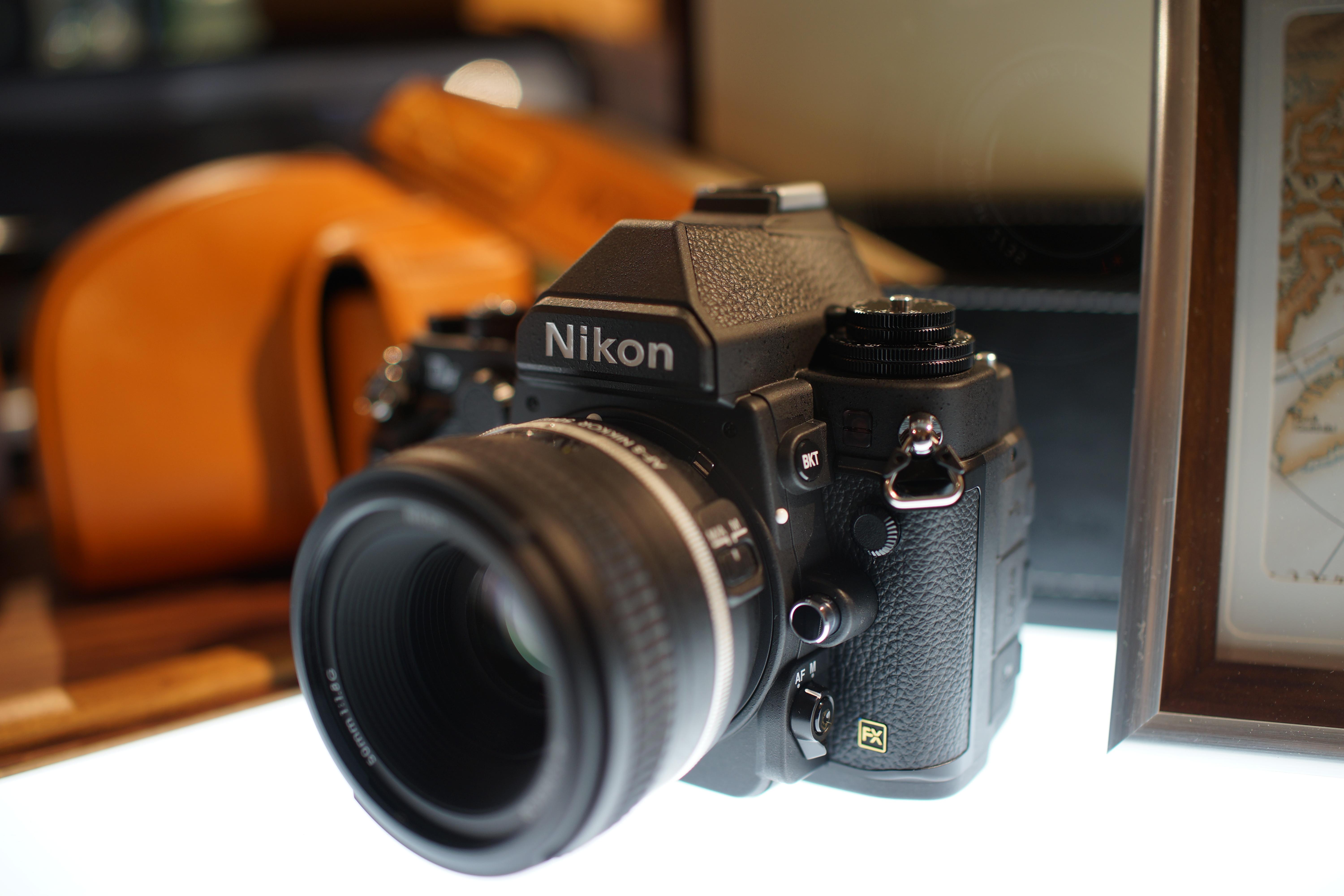
尼康DF黑色版本

DF是一台尼康产品序列之外的机型，与传统的单位数字及三位数字机型均不相同。而从外观以及部分操作来看，有向传统相机设计致敬的部分。
富士胶片从X100（2011）开始，推出了银黑配色的外观设计；该设计获得了市场好评，于是许多厂家加入了机身外观复古化的队伍，如奥林巴斯的E-M5就有很鲜明的该特征。尼康在DF上除了全黑的机身，也提供了银黑搭配的选择。稍迟于2014年，还追加了金色版本。

## 機身規格
該機主要配置如下：
- 16mp 全片幅CMOS感光元件，与D4相同
- 感光度 100-25600（可扩展到50-204800）
- 最大5.5fps连拍
- 39点对焦，其中9点为十字对焦点（与D610相同）
- 3.2英寸，92萬點液晶螢幕